# Triadica sebifera

Triadica sebifera, comúnmente llamado árbol de sebo, árbol de la cera o álamo de Florida, es un árbol originario del Lejano Oriente, particularmente el valle del Yangtsé en la China central, así como Taiwán, Japón y la isla de Java en Indonesia. Introducido en América desde el siglo XVIII, donde es considerado una especie invasora. En las regiones de distribución natural, la cubierta sebosa de las semillas es usada para velas y manufactura de jabón, y las hojas para medicina herbal para tratar forúnculos. La planta y en especial las hojas están reputadas de tóxicas, las mismas hojas caducas caídas, son tóxicas a otras especies de plantas. Los epítetos específicos sebifera y sebiferum significan "ceroso" y se refieren al sebo vegetal que cubre semillas. Llega a alcanzar una altura de 12 metros.

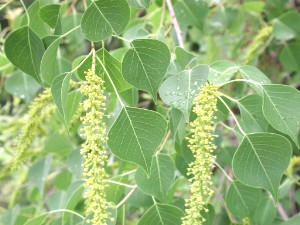
Inflorescencia

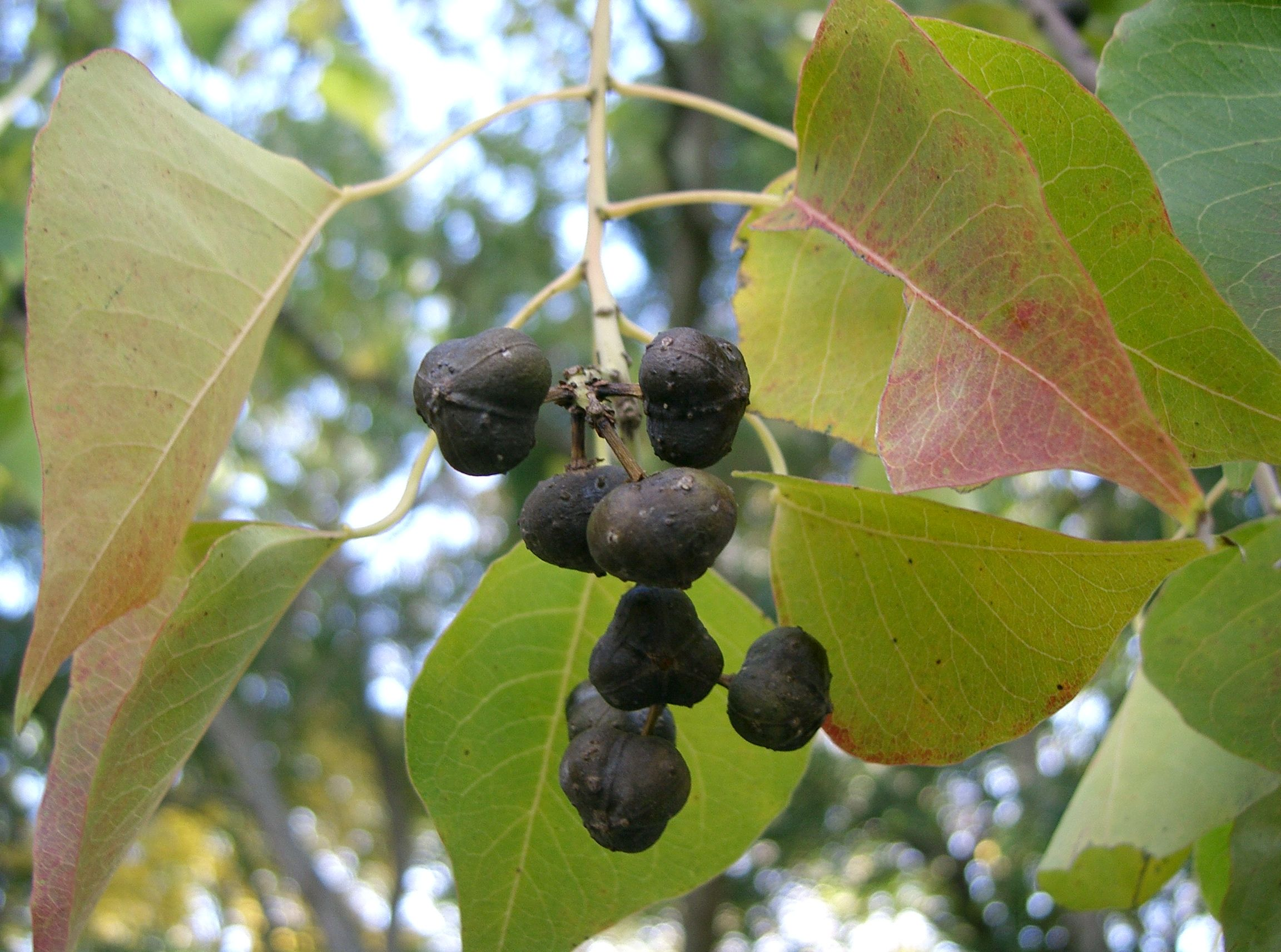
Frutos

## Características físicas
Las hojas simples, caducas de este árbol, son alternadas, anchas, rómbicas a ovales y con suaves bordes, de forma acorazonada, a veces con una cola extendida que recuerda al Ficus religiosa. Las hojas son verde brillantes en el haz, y más pálidas en el envés. En el otoño toman tonos brillantes amarillos, naranjas, púrpuras, rojos. Es una especie diclina monoica, produciendo flores macho y hembra en el mismo fuste.
Las hojas verde cerosas pasan a verde-amarillentas, y tiene flores blancas. Las flores están en inflorescencias terminales de 2 decímetros de largo. Verde claras, esas flores son muy conspicuas en la primavera. Cada pistilo de flor hembra es solitario y tiene un ovario trilobulado, tres estilos, y no tiene pétalos. Están en cortas ramas en la base de la punta. Los estambres (macho) en grupos en el extremo de la inflorescencia. 
Los frutos son trilobulados, cápsulas trivalvadas. Cuando una cápsula madura, su color cambia de verde a pardo oscuro. Las paredes de la cápsula caen y liberan cada cápsula tres semillas globosas con una cerosidad blanca que la recubre. Las semillas usualmente cuelgan de las plantas por varias semanas. En Norteamérica, las flores maduran de abril a junio y la fruta madura de septiembre a octubre.

## Hábitat y distribución

Provincia del Sichuan, China.

### En Asia
El árbol parece originario del valle del Yangtsé en la provincia central china de Sichuan. Crece asimismo en Taiwán y por todo el Japón.

### Resto del mundo
Aparece en el sudeste de EE. UU.. Fue introducida en el siglo XVIII y se naturalizó en Carolina del Sur, a lo largo del océano Atlántico y todo el Golfo de México, donde crece profusamente.
Aunque la planta está clasificada como una maleza tóxica en muchos estados de los Estados Unidos, aún se vende en jardinería como árbol ornamental. No es muy selectivo con los tipos de suelos o drenaje, pero no puede vivir a la sombra. Es un árbol razonablemente duro y apreciado por su abundante y espectacular follaje otoñal.
En Australia el árbol fue asimismo introducido en la era colonial y en la actualidad le puede encontrar especialmente alrededor de las costas en Nueva Gales del Sur. 

## Usos

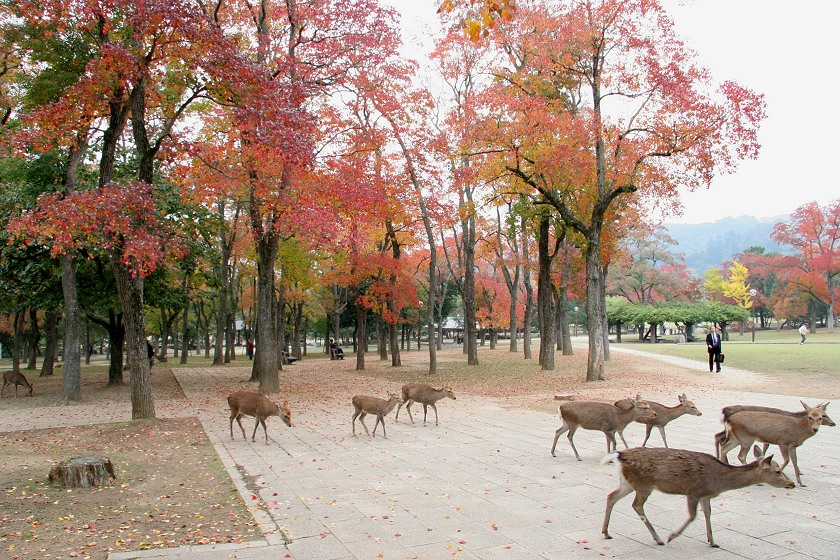
Sapium sebiferum en otoño, Japón.

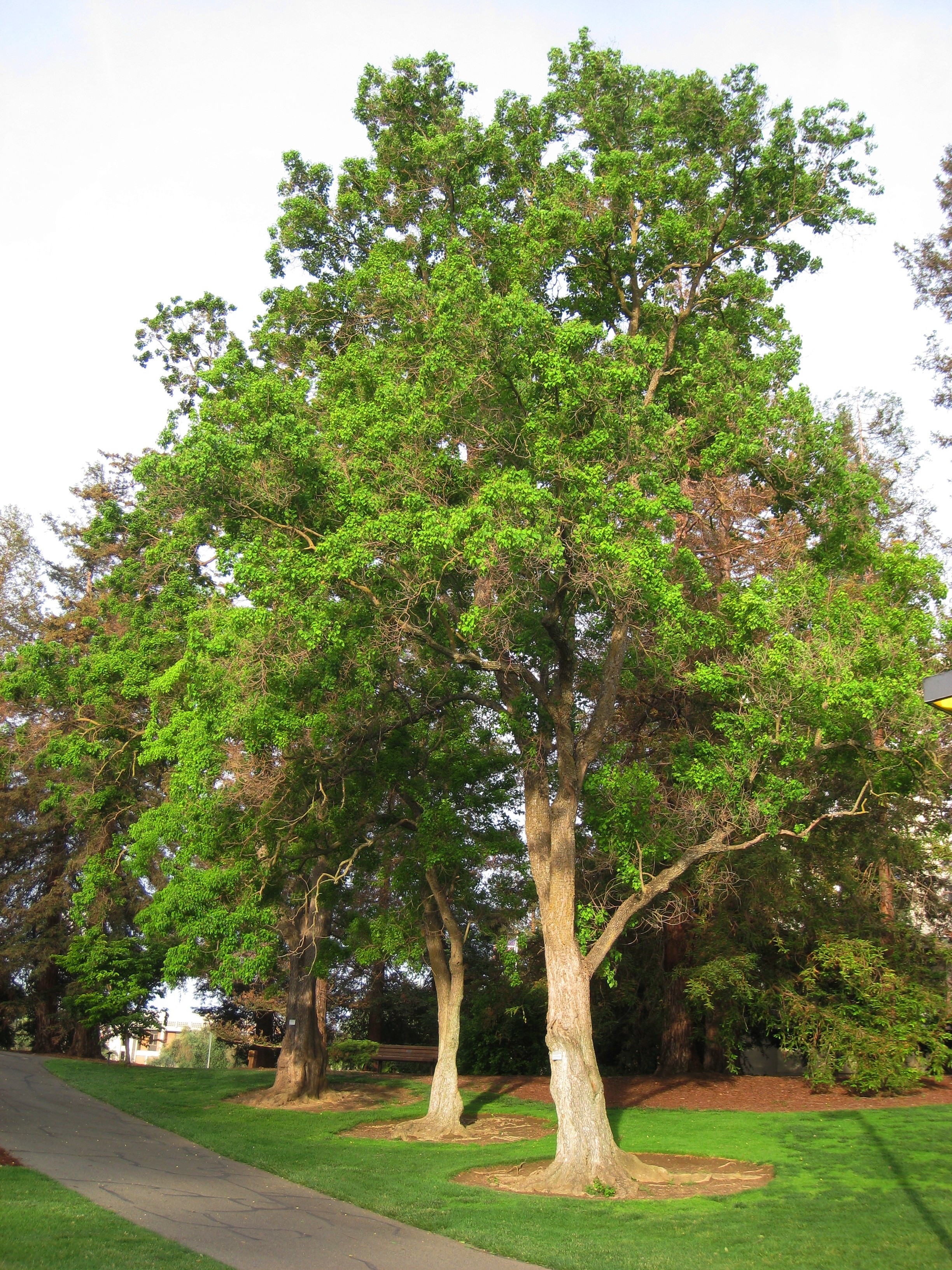
Vista del árbol

La cera de las semillas es cosechada colocándolas en agua caliente, y bañando sus superficies con el agua. Aunque otras partes de la sp. son tóxicas, la cera no, y puede usarse en reemplazo de aceite vegetal para cocer.
El néctar tampoco es tóxico, y es muy bueno como flora apícola para apicultura. La miel no es de alta calidad, siendo vendida como grado de panadería, pero produce copiosamente en épocas estériles del año, cuando la mayoría de las floraciones de primavera han cesado. En los estados de la costa del Golfo, los apicultores migran con sus panales para ubicar buenos árboles cerca del mar.
Es un árbol muy ornamental, de rápido crecimiento y de buena sombra. 

## Taxonomía
Triadica sebifera fue descrita por (L.) Small y publicado en Florida Trees 59. 1913.
Sinonimia
- Carumbium sebiferum (L.) Kurz
- Croton macrocarpus Rchb. ex Müll.Arg.
- Croton sebiferum L.
- Excoecaria sebifera (L.) Müll.Arg.
- Sapium chihsinianum S.K.Lee
- Sapium pleiocarpum Y.C.Tseng
- Sapium sebiferum (L.) Roxb.
- Sapium sebiferum var. cordatum S.Y.Wang
- Sapium sebiferum var. dabeshanense B.C.Ding & T.B.Chao
- Sapium sebiferum var. multiracemosum B.C.Ding & T.B.Chao
- Sapium sebiferum var. pendulum B.C.Ding & T.B.Chao
- Seborium chinense Raf.
- Seborium sebiferum (L.) Hurus.
- Stillingfleetia sebifera (L.) Bojer
- Stillingia sebifera (L.) Michx.
- Stillingia sinensis (Lour.) Baill.
- Triadica chinensis Spreng.
- Triadica sinensis Lour.[6]